# Nickelodeon Kids’ Choice Awards 2001

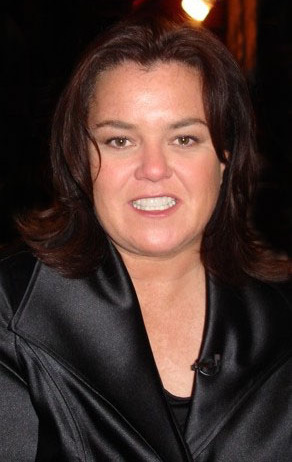
Moderatorin Rosie O’Donnell (2006)

Die Nickelodeon Kids’ Choice Awards 2001 (KCA) fanden am 21. April 2001 im Barker Hangar auf dem Gelände des Santa Monica Municipal Airports in Santa Monica statt. Es war die 14. US-amerikanische Preisverleihung der Blimps. Dies sind orangefarbene, zeppelinförmige Trophäen mit dem Logo des Senders Nickelodeon, die in 19 Kategorien vergeben wurden. Darüber hinaus erhielt Tom Cruise den silberfarbenen Wannabe Award und Cameron Diaz den Burp Award für den besten Rülpser. Moderatorin der Verleihung war die Schauspielerin Rosie O’Donnell, die diese Aufgabe damit zum fünften Mal in Folge übernahm, nachdem sie bereits 1996 Whitney Houston in Einspielern assistierte.

## Live-Auftritte
Destiny’s Child sangen ihren Song Survivor. Aaron Carter präsentierte seinen Titel That's How I Beat Shaq. Lil’ Bow Wow sang Bounce with Me und die Backstreet Boys traten mit More Than That auf.

## Schleimduschen
Zur Belustigung erhalten jedes Jahr einige Prominente eine grüne Schleimdusche. Nickelodeon versteht dies als höchste Würdigung. Diese besondere Ehre wurde den Schauspielern Melissa Joan Hart und Tom Cruise sowie den Mitgliedern von *NSYNC und der Moderatorin Rosie O’Donnell zuteil.

## Kategorien
In 19 Kategorien konnte im Vorfeld u. a. online abgestimmt werden. Darüber hinaus wurde erstmals der Burp Award für den besten Rülpser vergeben. Cameron Diaz wurde während der Sendung als Siegerin ermittelt. Nicht zur Abstimmung stand der silberne Wannabe Award, der Tom Cruise verliehen wurde. Dieser Preis wurde von 2001 bis 2008 dem Idol verliehen, das Kinder gerne selbst wären. Er ersetzte den goldenen Hall of Fame Award, der von 1991 bis 2000 vergeben wurde.
Die Gewinner sind fett angegeben.

### Fernsehen
| - Malcolm mittendrin - Eine himmlische Familie - Friends - Sabrina – Total Verhext! - Rugrats - Die Simpsons - Hey Arnold! - Powerpuff Girls | - Amanda Bynes – The Amanda Show - Brandy – Moesha - Melissa Joan Hart – Sabrina – Total Verhext! - Sarah Michelle Gellar – Buffy – Im Bann der Dämonen - Carson Jones Daly – MTV TRL - Drew Carey – Drew Carey Show - Jamie Foxx – The Jamie Foxx Show - Nick Cannon – The Nick Cannon Show |

### Film
| - Der Grinch - 3 Engel für Charlie - Big Mama’s Haus - Familie Klumps und der verrückte Professor - Susan Sarandon – Rugrats in Paris – Der Film als Coco la Bourche - David Spade – Ein Königreich für ein Lama als Kuzco - Kevin Kline – Der Weg nach El Dorado als Tulio - Mel Gibson – Chicken Run – Hennen rennen als Rocky | - Drew Barrymore – 3 Engel für Charlie - Cameron Diaz – 3 Engel für Charlie - Halle Berry – X-Men - Janet Jackson – Familie Klumps und der verrückte Professor - Jim Carrey – Der Grinch - Eddie Murphy – Familie Klumps und der verrückte Professor - Martin Lawrence – Big Mama’s Haus - Tom Cruise – Mission: Impossible II |

### Musik
| - Blink-182 - Creed - Dixie Chicks - Red Hot Chili Peppers - Destiny’s Child - Backstreet Boys - Baha Men - *NSYNC - Who Let the Dogs Out – Baha Men - Bounce with Me – Lil’ Bow Wow - Bye Bye Bye – *NSYNC - Oops!… I Did It Again – Britney Spears | - Britney Spears - Christina Aguilera - Jennifer Lopez - Pink - Lil’ Bow Wow - Ricky Martin - Sisqó - Will Smith |

### Sport
| - Mia Hamm - Anna Sergejewna Kurnikowa - Lisa Leslie - Marion Jones - Tony Hawk - Dave Mirra - Kobe Bryant - Peyton Manning | - Los Angeles Lakers - Baltimore Ravens - Chicago Bulls - New York Yankees |

### Andere
| - Tony Hawk’s Pro Skater 2 - Crash Bash - Frogger 2: Swampy’s Revenge - Pokémon Goldene und Silberne Edition - Harry Potter – Joanne K. Rowling - Animorphs – Katherine Alice Applegate - Hühnersuppe für die Seele – Chicken Soup for the Soul – u. a. Jack Canfield - Bud, Not Buddy – Christopher Paul Curtis - Aaron Carter - Jessica Alba - Lucy Liu - Marion Jones | - Cameron Diaz - Aaron und Nick Carter - Britney Spears - Kelly Rowland - Kevin Richardson - Nick Cannon - *NSYNC - Ray Romano - Robbie (Roboterhund von Jimmy Neutron) - Tony Hawk - Tom Cruise |